# José Óscar Herrera
José Óscar Herrera, vollständiger Name José Óscar Herrera Corominas, (* 17. Juni 1965 in Tala) ist ein ehemaliger uruguayischer Fußballspieler.

## Karriere

### Verein
Der als Abwehrspieler eingesetzte, 1,81 Meter große Herrera spielte auf Vereinsebene von 1984 bis 1989 für Peñarol, aus deren Jugendmannschaften er hervorging und sich zügig einen Stammplatz sicherte. In den Jahren 1985 und 1986 wurde er mit den Aurinegros jeweils Uruguayischer Meister. Seinen bedeutendsten Titel auf Vereinsebene gewann er dann mit der Copa Libertadores 1987. In den drei Finalspielen kam er jeweils von Beginn an zum Einsatz. Insgesamt absolvierte er 13 Spiele auf dem Weg zu diesem internationalen Triumph. Beim anschließenden Weltpokal-Finale lief er ebenfalls auf, unterlag aber mit seinen Mitspielern gegen den FC Porto.
Ende der 1980er Jahre führte sein Weg ihn nach Europa, wo er sich zunächst dem spanischen Verein Unió Esportiva Figueres anschloss. In den 1990er Jahren spielte er in Italien für Cagliari Calcio und Atalanta Bergamo. Mit Atalanta stand er bei der Coppa Italia 1995/96 in den Finalspielen, unterlag mit seinem Verein dort aber gegen den AC Florenz.
Gegen Ende seiner Karriere kehrte er 1998 nochmals für eine Spielzeit zum Club Atlético Peñarol zurück. Auch für 2003 wird eine weitere Station bei den Aurinegros erwähnt.

### Nationalmannschaft
Herrera war Mitglied der uruguayischen Fußballnationalmannschaft. Er debütierte in der Celeste am 7. August 1988 im Rahmen der Copa G.Jimenez de Quesada beim 0:0 gegen Kolumbiens Nationalelf. Sein 57. und letztes Länderspiel absolvierte er am 30. April 1997, als er in der WM-Qualifikation gegen Paraguay auflief. Im Laufe seiner Länderspielkarriere erzielte er vier Treffer. Herreras Karrierehöhepunkt in der Nationalmannschaft war neben der Teilnahme an der Fußball-Weltmeisterschaft 1990, bei der er in den drei Gruppenspielen jeweils zum Einsatz kam, der Gewinn der Copa América 1995, bei der er alle Spiele mit uruguayischer Beteiligung bestritt. Darüber hinaus gehörte er auch zum Aufgebot bei der Copa América 1989, die Uruguay als Zweitplatzierter abschloss. Auch dort lief er siebenmal auf. Ferner stehen für ihn neben insgesamt 15 WM-Qualifikationsspielen für die Turniere 1990 und 1994 die Teilnahme inklusive Einsätze bei den 1988 ausgetragenen Copa Boqueron, Copa Pinto Duran und Copa MUFP zu Buche. Für Herrera sind zwei längere Länderspielpausen verzeichnet. So kam er nach der Weltmeisterschaft 1990 über drei Jahre lang nicht zum Einsatz, bis er am 13. Juli 1993 im Rahmen der Copa Inca seine Nationalmannschaftskarriere fortsetzte. Von September 1993 bis Juni 1995 war er ebenfalls nicht als Nationalspieler in Länderspielduellen Uruguays auf dem Platz vertreten.

### Erfolge
- Copa América: 1995
- Copa Libertadores: 1987
- 2× Uruguayischer Meister: 1985 und 1986